# Cladochaeta candidissima
 Cladochaeta candidissima  DC., 1838 è una specie di piante angiosperme dicotiledoni della famiglia delle Asteraceae (sottofamiglia Asteroideae, tribù Gnaphalieae e sottotribù Gnaphaliinae).  Cladochaeta candidissima è anche l'unica specie del genere  Cladochaeta  DC., 1838.

## Etimologia
Il nome generico (Cladochaeta) deriva da due parole greche "κλάδος" (kládos), che significa "ramo", e "chaeta" (cháeta), che significa "setola". L'epiteto specifico ( candidissima) è latino e significa "molto bianco".
Il nome scientifico della specie è stato definito dal botanico Augustin Pyramus de Candolle (1778-1841) nella pubblicazione " Prodromus Systematis Naturalis Regni Vegetabilis ... (DC.)" ( Prodr. [A. P. de Candolle] 6: 245) del 1838. Il nome scientifico del genere è stato definito nella stessa pubblicazione.

## Descrizione
Portamento. Le specie di questa voce ha un habitus di tipo erbaceo perenne aromatico. I cauli di queste piante sono provvisti del floema, ma non di canali resiniferi; mentre i sesquiterpeni lattoni sono normalmente assenti (piante senza lattice).
Fusto. La parte aerea in genere è eretta, semplice o ramosa. Altezza media: massimo 50 cm.
Foglie. Le foglie sono disposte in modo alternato e sono più o meno sessili (e/o decorrenti). La lamina è intera e piatta con forme ellittiche oblunghe, lunghe da 1 a 3 cm e larghe da 0,5 a 1 cm; i margini sono continui a volte revoluti. La superficie è tomentosa o lanosa su entrambe le superfici.
Infiorescenza. Le sinflorescenze sono composte da capolini solitari o in piccoli gruppi. Le infiorescenze vere e proprie sono formate da un capolino terminale peduncolato (disciforme o discoide) eterogamo. I capolini sono formati da un involucro, con forme da cilindriche a campanulate, composto da diverse brattee, al cui interno un ricettacolo fa da base ai fiori. Le brattee, glabre o pelose a consistenza cartacea brunastra, sono disposte in modo più o meno embricato su più serie e possono essere connate alla base (strati di stereoma indiviso);  talora possono avere un margine ialino. Il ricettacolo è senza pagliette a protezione della base dei fiori; la forma è piatta.
Fiori.  I fiori sono tetra-ciclici (formati cioè da 4 verticilli: calice – corolla – androceo – gineceo) e pentameri (calice e corolla formati da 5 elementi). Sono inoltre tubulosi, attinomorfi e si distinguono in:
- fiori del disco esterni: sono assenti;
- fiori del disco centrali: sono ermafroditi e tubulosi.

In questo gruppo di piante i fiori radiati (ligulati o del raggio) sono assenti; a volte sono confusi con i fiori femminili (tubulosi) del disco esterno più o meno sub-zigomorfi con un lembo piatto e possono essere interpretati come fiori del raggio.
- Formula fiorale:

*/x K {\displaystyle \infty }, [C (5), A (5)], G 2 (infero), achenio
- Calice: i sepali del calice sono ridotti ad una coroncina di squame.

- Corolla: la forma della corolla normalmente è tubolare con 5 lobi (raramente 4); i lobi hanno una forma deltata o più o meno lanceolata. I colori della corolla sono giallo e varietà.

- Androceo: l'androceo è formato da 5 stami sorretti da filamenti generalmente liberi; gli stami sono connati e formano un manicotto circondante lo stilo; le teche (produttrici del polline) sono prive di sperone, ma hanno la coda (una sola); le appendici apicali delle antere hanno delle forme piatte; il tessuto endoteciale (rivestimento interno dell'antera) è quasi sempre polarizzato (con due superfici distinte: una verso l'esterno e una verso l'interno). Il polline è di tipo echinato (con punte sporgenti) a forma sferica è formato inoltre da due strati di ectesine, mentre lo strato basale è spesso e regolarmente perforato (tipo “gnafaloide”).[9]

- Gineceo: l'ovario è infero uniloculare formato da 2 carpelli. Lo stilo (il recettore del polline) è intero o biforcato con due stigmi nella parte apicale. Gli stigmi hanno una forma variabile troncata; possono essere ricoperti da minute papille o avere dei penicilli apicali. Le superfici stigmatiche sono separate.[9]

Frutti. I frutti sono degli acheni con pappo. Gli acheni sono piccoli a forma variabile da oblunga a obovoidale; la superficie può essere ricoperta da doppi tricomi globosi; il pericarpo può essere percorso longitudinalmente da alcuni fasci vascolari. Il pappo è formato da setole capillari barbate connate in gruppo.

## Biologia
Impollinazione: tramite insetti (impollinazione entomogama tramite farfalle diurne e notturne).

Riproduzione: la fecondazione avviene fondamentalmente tramite l'impollinazione dei fiori.

Dispersione: i semi cadono a terra e vengono dispersi soprattutto da insetti come formiche (disseminazione mirmecoria). Un altro tipo di dispersione è zoocoria: gli uncini delle brattee dell'involucro (se presenti) si agganciano ai peli degli animali di passaggio che portano così i semi anche su lunghe distanze. Inoltre per merito del pappo il vento può trasportare i semi anche per alcuni chilometri (disseminazione anemocora).

## Distribuzione e habitat
Le specie di questa voce è distribuite in Transcaucasia.

## Sistematica
La famiglia di appartenenza di questa voce (Asteraceae o Compositae, nomen conservandum) probabilmente originaria del Sud America, è la più numerosa del mondo vegetale, comprende oltre 23.000 specie distribuite su 1.535 generi, oppure 22.750 specie e 1.530 generi secondo altre fonti (una delle checklist più aggiornata elenca fino a 1.679 generi). La famiglia attualmente (2021) è divisa in 16 sottofamiglie; la sottofamiglia Asteroideae è una di queste e rappresenta l'evoluzione più recente di tutta la famiglia.

### Filogenesi
Il genere della specie di questa voce è descritto nella tribù Gnaphalieae, una delle 21 tribù della sottofamiglia Asteroideae. Da un punto di vista filogenetico, la tribù Gnaphalieae fa parte del supergruppo (o sottofamiglia) "Asteroideae grade"; l'altro è il supergruppo "Non-Asteroideae" contenente il resto delle sottofamiglie delle Asteraceae. All'interno del supergruppo è vicina alle tribù Senecioneae, Calenduleae, Astereae e Anthemideae.
La sottotribù Gnaphaliinae è caratterizzata da portamenti di vario tipo con specie ginomonoiche e monoiche, da foglie con margini interi, da capolini disciformi omogami o eterogami e raramente radiati (o subradiati), dallo stilo con rami troncati e superfici stigmatiche separate apicalmente, da acheni glabri o con tricomi allungati e pappo ridotto. La sottotribù è divisa provvisoriamente in diversi cladi (Metalasia, Ifloga, Stoebe, Hap, Flag, Lasiopogon e Australasian); il genere  Cladochaeta  appartiene al gruppo definito "Gnaphaliinae stricto sensu", quello più vicino (da un punto di vista filogenetico) al "genere tipo" Gnaphalim.
I caratteri distintivi della specie  Cladochaeta candidissima sono:
- le brattee involucrali sono colorate di bruno e hanno una consistenza cartacea.

Il numero cromosomico delle specie di questo genere è: 2n = 16 e 18.

### Sinonimi
Sono elencati alcuni sinonimi per questa entità:
- Cladochaeta caspica Sosn.
- Cladochaeta velutina  Anderb.
- Gnaphalium campestre  Schrank ex DC.
- Gnaphalium candidissimum  M.Bieb.
- Helichrysum candidissimum  D.Don ex G.Don